# George Vivian
George Lane Vivian (Sault Ste. Marie, Ontario, 4 d'octubre de 1872 – Ontario, 6 d'octubre de 1936) va ser un tirador canadenc que va competir a començaments del segle xx.
El 1908 va prendre part en els Jocs Olímpics de Londres, on guanyà una medalla de plata en la prova de fossa olímpica per equips. En aquests mateixos Jocs fou vintè en la prova individual.